# 库迪列罗
库迪列罗，是西班牙阿斯图里亚斯的一个市镇。总面积101平方公里，总人口4968人（2021年），人口密度49人/平方公里。